# Сетра
Setra Omnibusse е един от големите германски производители на автобуси. Разположен е в градчето Ной Улм (Neu-Ulm), срещу град Улм. Произвежда търговски (пътнически) автобуси с марката Setra и каросерии за туристически автобуси. Фирмата е основана през 1911 г. под името Karl Kässbohrer Fahrzeugwerke GmbH. От 1994 г. влиза в състава на автобусната дъщерна фирма Evobus GmbH, която на свой ред е част от концерна Daimler AG.

Първият автобус на фирмата, Setra S8, е произведен през април 1951 г. Характерната му особеност е носещата каросерия, пространствена силова конструкция, заварена от профили, която е дала и названието на търговската марка – selbstragende („самоносеща“ каросерия).

## История
Историята на Setra започва още през далечната 1893 г. Тогава дейността се развива в цех за гуми, намиращ се в град Улм, Германия. Оттук по-късно се развива „Завод за превозни средства Kässbohrer“. Счита се, че първият автобус е бил произведен през 1907 г. По своята същност представлява комбиниран лекотоварен автомобил за превоз на стоки и хора. През 1911 г. заводът навлиза на пазара, а през 1929 г. от завода излиза и първия автобус Сетра. Панорамен автобус, чиято горна част е изработена изцяло от стъкло. Произведен е за компания, специализирана в отдаването на коли под наем – „Франц Шинделе“ от Бад Вьорисхофен. За изработката му е използвано двутонно шаси на Mercedes-Benz.
От 1951 г. компанията произвежда автобуси с марката Setra, започвайки от революционния модел S8 с първата в света носеща каросерия със заварена пространствена конструкция от стоманени профили, конструирана от Ото Кесборер (Otto Kässbohrer), брат на основателя на фирмата Карл Кесборер. Тази конструкция присъства в повечето съвременни автобуси. Характерна черта на тези автобуси е отделното производство на шаситата и каросериите (често произвеждани от различни компании).
Между 1960 и 1980 г. компанията произвежда също и винтовки.
От 1994 г. се използва фирмено лого във вид на стилизирана буква „К“, идваща от името на Карл Кесборер. Съобразявайки се със световния пазар, немската компания вероятно е искала да улесни чуждите купувачи, тъй като името „Kässbohrer“ е трудно за прочитане от непознаващите немския език.
Година по-късно Сетра, съвместно с Mercedes-Benz Omnibusse, образува групата EvoBus GmbH, днес принадлежаща на концерна Daimler AG.
В европейския списък на автобусните производители Setra е най-уважавана в сегмента на престижните междуградски и туристически автобуси от клас „премиум“. Съвременната редица от модели включва три базови семейства автобуси: крайградски – Multi Class (предишна серия 300 и новите серии 400 и 500); междуградски – Comfort Class 500; туристически лайнери Top Class 400 и 500, клас „лукс“.
Автобусите на Setra се оборудват с дизелни двигатели от фирмите Henschel, Daimler-Benz, MAN, Detroit Diesel.
През 1977 г. по лиценз на Сетра е правен и българският автобус Чавдар 11 М4, оборудвани с унгарски двигатели Rába – MAN или с чешки ЛИАЗ.
През 2013 г. в турския завод от веригата Evobus започва производството на автобуси Multi Class 400 business. Това са опростено оборудвани междуградски автобуси в три дължини.

## Моделна редица
Съвременната моделна редица на Сетра включва 3 базови семейства автобуси от големия и особено големия класове (М3):
- Multi Class 400 – градски и крайградски;
- Comfort Class 500 – междуградски;
- Top Class 400 и 500 – туристически от клас „лукс“.

### Multi Class 400
Серията Multi Class, предназначена за крайградски и междуградски маршрути, включва версиите LE, UL, H с дължина от 12 до 15 m с дву- и триосни шасита.
(съчлененият автобус SG с дължина 18 m вече не се произвежда):
- S 412 UL
- S 415 UL
- S 416 UL
- S 417 UL
- S 419 UL
- S 415 H
- S 416 H
- S 415 LE business
- S 416 LE business
- S 418 LE business
- S 415 UL business
- S 416 UL business
- S 417 UL business

### Comfort Class 500
Серия Comfort Class се състои от междуградски и туристически автобуси (тризвездни и повече), двуосни с дължина 12,2 m и триосни с дължина от 12,02 до 14,05 m:
- S 511 HD
- S 515 HD
- S 516 HD
- S 516 HD/2
- S 517 HD
- S 519 HD
- S 515 MD
- S 516 MD

### Top Class
Серия Top Class—туристически лайнери от 4-то и 5-о поколение, 1,5- и двуетажни
версии от висш и VIP-клас, базирани на дву- и триосни шасита:
TopClass 400
- S 431 DT (двуетажен)

TopClass 500
- S 515 HDH
- S 516 HDH
- S 517 HDH

## Галерия
- Setra S6 ca. 1955
- 1959 Setra S9
- Setra S110H, 1972
- Setra S215HR
- Setra S215HD, 1981
- Setra S 315 GT-HD
- Setra S 315 UL
- Setra S316 HDS
- Setra S 415 HD
- Setra S 417 HDH
- Setra S 431 DT